# Arachnidiidae
Arachnidiidae is een familie van mosdiertjes uit de orde Ctenostomatida en de klasse van de Gymnolaemata. De wetenschappelijke naam ervan is in 1880 voor het eerst geldig gepubliceerd door Hincks.

## Geslachten
- Arachnidium Hincks, 1859
- Arachnoidea Moore, 1903
- Arachnoidella d'Hondt, 1983
- Cryptoarachnidium Jebram, 1973
- Parachnoidea d'Hondt, 1979
- Pierrella Wilson & Taylor, 2012